# 維基

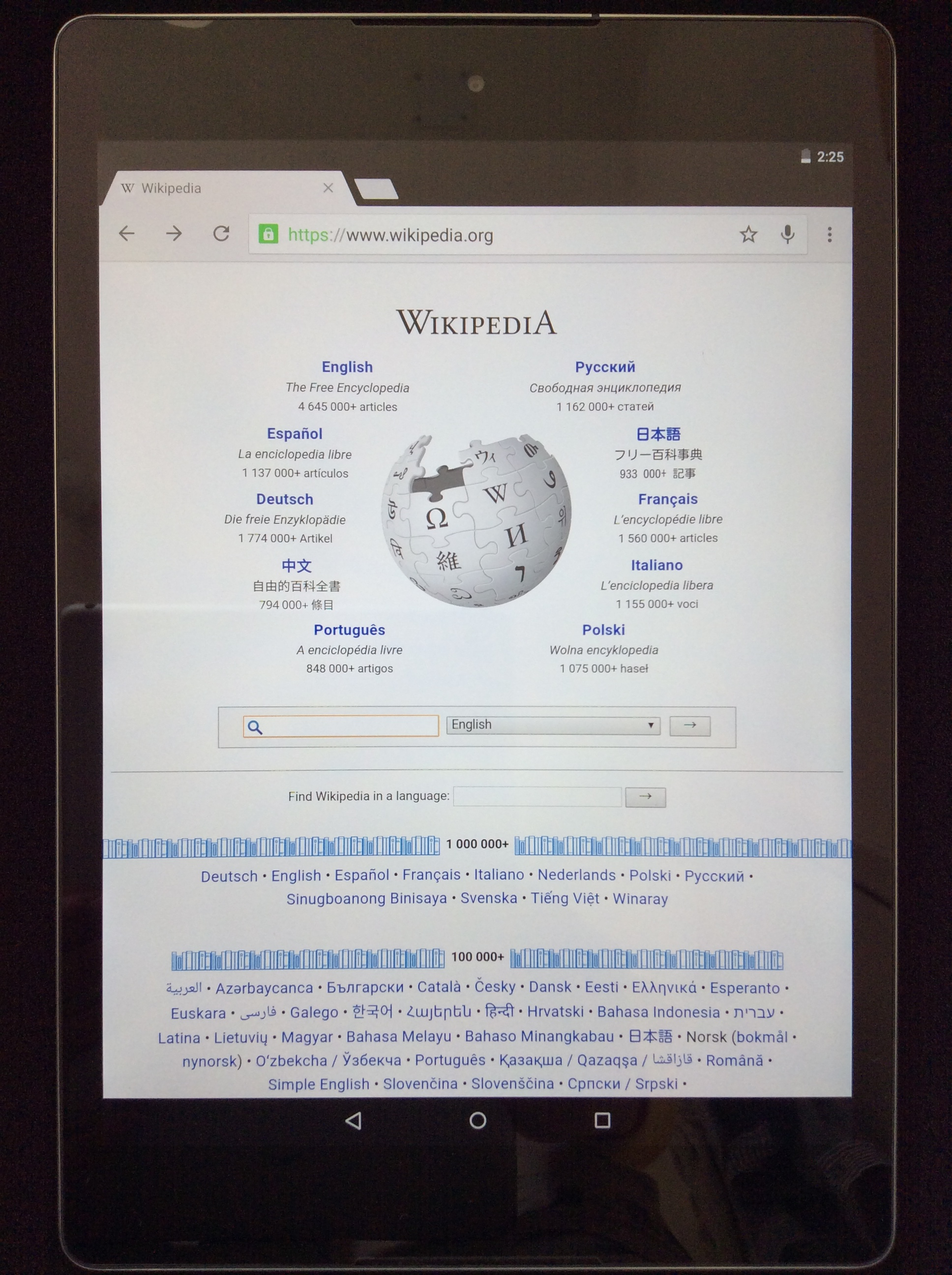
維基百科首頁

維基一詞出自「Wikipedia」的中文譯名「維基百科」，是維基媒體基金會（英語：Wikimedia Foundation, Inc.）的一個商標，用於所有由維基媒體基金會營運、使用wiki引擎發展的中文站點上。「維」字意思為繫物的大繩，也可作網的解釋，可以引申為網際網路，「基」是指事物的根本，或是建築物的底座。「維基百科」合起來可引申為網際網路中裝載人類基礎知識的百科全書，是一種採用wiki協作系統技術的線上百科。
除了維基百科外，其他以「維基」這個商標命名的網站還包括維基詞典、維基教科書、維基語錄、維基共享資源、維基新聞、維基文庫、維基物種、維基數據、維基導遊及元維基。「維基百科」這個譯名最早是由中文維基百科使用者Ghyll（現Mountain）於2002年11月28日時提出，並由中文維基百科社群十餘位早期參與者於2003年10月21日經投票產生。
現在“維基”一詞亦可指作wiki的中文翻譯，維基百科，以及基於使用wiki引擎的網站。

## wiki與維基
由於維基媒體基金會早期並未留意到商標問題，隨著維基百科的知名度和影響力日增，連帶提升社會大眾接觸與使用wiki引擎來參與協作的機會，「維基」一詞也被用廣泛使用作「wiki」的譯名，如：《维基经济学》、台灣棒球維基館、量子化學維基等等。目前「維基」為維基媒體基金會在台湾注册的商標。Wiki的中文譯名除維基外尚有圍紀、快紀、維客、共筆等，但現時尚未統一。

## Wikileaks與維基
專門公開來自匿名來源和網絡洩露文檔的網站Wikileaks，被中文媒體譯作維基解密、維基揭密及維基洩密。正因如此，部份中文媒體甚至將「維基」一詞作為Wikileaks的簡稱。事實上，維基媒體基金會及其旗下網站維基百科，與Wikileaks沒有任何關係。相似的名字使得人们很容易将两者混为一谈。